# Igor Cuny
Pour les articles homonymes, voir Cuny.
 (septembre 2013).
Igor Cuny, né le 28 septembre 1982 à La Bresse dans les Vosges est un patineur sur route français. Il a commencé sa carrière sportive en ski de fond avant de se lancer dans les épreuves de ski-roues. Il fait désormais partie des meilleurs spécialistes mondiaux dans la discipline du sprint. Il a notamment remporté une médaille de bronze aux championnats du monde 2011, ainsi que de nombreux podiums en coupe du monde. Il compte huit titres de champion de France.
En 2019 il intègre le staff de l'équipe de Biathlon Belge en tant que préparateur technique.

## Carrière
Igor Cuny commence le ski de fond dès le plus jeune âge avant de se tourner vers le ski à roulettes en ville et sur route. La France ne comportant pas d’équipe nationale, il rejoint le club du Rollerski Racing Team aux côtés de Baptiste Noël et Romain Claudon en 2010. Il s’impose rapidement comme le patineur le plus rapide de France de la discipline, comme le démontrent ses huit titres de champion de France de sprint. En coupe du monde, il compte onze podiums.

## Palmarès
- 11 podiums en Coupe du monde
- 8 titres de champion de France
- Médaille de bronze championnats du monde 2011
- Vice champion d’Europe de sprint (épreuve individuelle et en équipe)

## Différents classements coupe du monde
| Année/Classement | Général | Points |
| ---------------- | ------- | ------ |
| 2013             | 5       | -      |
| 2012             | 22      | 122    |
| 2011             | 23      | 181    |